# リザード (アルバム)
『リザード』(英語: Lizard)は、キング・クリムゾンが1970年に発表した通算3作目のアルバムである。

## 解説
キング・クリムゾンは、デビュー・アルバム『クリムゾン・キングの宮殿』（1969年）を発表した後のアメリカ・ツアー中にメンバー3名が脱退を決意。残されたロバート・フリップ（ギター、メロトロン）とピート・シンフィールド（作詞、コンセプト作り）は、脱退を表明したメンバーやゲストの助けを借りてセカンド・アルバム『ポセイドンのめざめ』（1970年）を完成させた。
その後、フリップとシンフィールドはメル・コリンズ（サックス、フルート）、ゴードン・ハスケル（リード・ボーカル、ベース・ギター）、アンドリュー・マカロック（ドラムス）を新メンバーに迎えた。さらにフリー・ジャズ・ピアニストのキース・ティペットと彼のグループ、イエスのジョン・アンダーソン（ボーカル）、クラシック・ミュージシャンのロビン・ミラー（オーボエ、コーラングレ）らのゲストの協力も仰いで、同年12月、本作を発表した。
前作『ポセイドンのめざめ』にも参加したティペットは、本作では自分のバンドからマーク・チャリグ（コルネット）とニック・エヴァンス（トロンボーン）を引き連れて参加した。アンダーソンは「ルーパート王子のめざめ」のボーカルを担当。彼はフリップをイエスに誘ったところ、「君がキング・クリムゾンに入れよ」と言われ、それに呼応するかたちでゲスト参加したという。
彼等は本作の発表直後にライブ活動のリハーサルを開始したが、その初日の11月2日にハスケル、引き続いてマカロックが脱退し、ツアーの計画は全てキャンセルされた。フリップ、シンフィールド、コリンズは急遽、新メンバーのオーディションを始めたが、ボズ・バレル（リード・ボーカル、ベース・ギター）とイアン・ウォーレス（ドラムス、バック・ボーカル）を迎えて翌71年4月にツアーを開始するまで約半年間を要した。本作収録曲のうち「サーカス」「レディ・オブ・ザ・ダンシング・ウォーター」は、ツアーのセット・リストに組み込まれた。

## 収録曲
作詞：ピート・シンフィールド、作曲：ロバート・フリップ
1. サーカス-カメレオンの参上- - "Cirkus" including "Entry of the Chameleons" - 6:29
2. インドア・ゲイムズ - Indoor Games - 5:40
3. ハッピー・ファミリー - Happy Family - 4:17
4. レディ・オブ・ザ・ダンシング・ウォーター - Lady of the Dancing Water - 2:44
5. リザード - Lizard
(a)ルーパート王子のめざめ - Prince Rupert Awakes - 4:35
(b)ピーコック物語のボレロ - Bolero - the Peacock's Tale - 6:36
(c)戦場のガラスの涙 - The Battle of Glass Tears - 11:03
(i)夜明けの歌 - Dawn Song
(ii)最後の戦い - Last Skirmish
(iii)ルーパート王子の嘆き - Prince Rupert's Lament
(d)ビッグ・トップ - Big Top - 1:10

## 参加ミュージシャン
- ロバート・フリップ - ギター、メロトロン、シンセサイザー、オルガン
- メル・コリンズ - サックス、フルート
- ゴードン・ハスケル - ボーカル、ベース
- アンドリュー・マカロック - ドラムス
- ピート・シンフィールド - 作詞、映像、VCS3シンセサイザー

ゲスト・ミュージシャン
- ジョン・アンダーソン - ボーカル　(「ルーパート王子のめざめ」)
- キース・ティペット - ピアノ、エレクトリックピアノ
- マーク・チャリグ - コルネット
- ニック・エヴァンス - トロンボーン
- ロビン・ミラー - オーボエ、コーラングレ